# Alfonso López Michelsen
Alfonso Antonio Lázaro López Michelsen (Bogotà, 30 de juny de 1913 - Bogotà, 11 de juliol de 2007) va ser un polític liberal, advocat, catedràtic i columnista colombià, President de Colòmbia en el període 1974-1978 pel Partit Liberal. Serà homenatjat pel Banc de la República en el bitllet de $20.000 pesos que començarà a circular en el segon trimestre de 2016.

## Biografia
Alfonso López Michelsen va estudiar a Bèlgica on es va graduar de Batxiller, i a la Universitat del Rosario va obtenir el seu títol d'advocat. Va ser el primer dels fills del dues vegades president de Colòmbia Alfonso López Pumarejo i de la seva esposa María Michelsen Lombana, sent el major dels homes. Els seus germans van ser María, Pedro, María Mercedes i Fernando López Michelsen. Va ser net dels empresaris Pedro Aquilino López i Sinforoso Pumarejo Quirós, i rebesnet, pel costat patern, de l'artesà i polític Ambrosio López Pinzón (1809-1897) i per part materna de Bernardina Ibáñez, coneguda en la història de Colòmbia pels seus amors amb el Libertador Simón Bolívar.
Per a les eleccions de 1974 es va presentar com precandidato del seu partit, i va aconseguir la candidatura en derrotar a l'ex president Carlos Lleras Restrepo i després del retir de Julio César Turbay Ayala, qui ho recolza. Va guanyar les eleccions per àmplia majoria sobre el candidat conservador Álvaro Gómez Hurtado i la candidata de la ANAPO María Eugenia Rojas. Com a dada curiosa, els tres dirigents eren fills d'expresidents. Com un detall de la seva fina irreverència, es recorda el seu discurs de possessió el 7 d'agost de 1974 quan, en tocar el candent tema del diferendo limítrof amb Veneçuela en relació amb el Golf de Veneçuela, ho va cridar "Golf de Coquivacoa", fent referència així al seu nom indígena originari.
Durant el seu govern Colòmbia va tenir una segona bonança cafetera, però al seu torn alts nivells d'inflació. Les dones van accedir per primera vegada a la carrera militar. Es va crear el HIMAT (Institut Colombià d'Hidrologia, Meteorologia i Adequació de Terres, avui IDEAM), va establir la majoria d'edat als 18 anys i va restablir les relacions de Colòmbia amb Cuba.